# Пенжински хребет
Пѐнжинският хребет (на руски: Пенжинский хребет) е нископланински хребет в Североизточна Азия, разположен в северната част на Камчатски край и южната част на Чукотски автономен окръг в Русия. Простира се от югозапад на североизток на протежение от 420 km, между Пенжинска губа и долината на река Пенжина на северозапад и тектонското понижение Параполски дол на югоизток. Максимална височина 1045 m (61°43′29″ с. ш. 164°58′09″ и. д. / 61.724722° с. ш. 164.969167° и. д.), разположена в най-южната му част. Изграден от ефузивни скали, пясъчници и шисти. От проломните донини на реките Таловка (влива се в Пенжинска губа) и Белая (ляв приток на Пенжина) е разделен на три части, като най-висока е южната, а най-ниска северната част. Отводнява се от притоците на Пенжина (левите), Таловка, Белая и Майн (десен приток на Анадир). На височина до 300 – 700 m е покрит редки горички от кедров клек, а нагоре следва тревисто-лишейна тундра.